# Sarah Thomas
Sarah Thomas, född den 12 januari 1981 i Aberdare, Storbritannien, är en brittisk landhockeyspelare.
Hon tog OS-brons i damernas landhockeyturnering i samband med de olympiska landhockeytävlingarna 2012 i London.